# Acacia pentadenia
Acacia pentadenia är en ärtväxtart som beskrevs av John Lindley. Acacia pentadenia ingår i släktet akacior, och familjen ärtväxter. Inga underarter finns listade i Catalogue of Life.